# Албена Паскалева
Албена Паскалева е български учен, физик, професор, доктор на физическите науки и заместник-директор на Института по физика на твърдото тяло към Българската академия на науките.

## Кратка биография
Родена е на 21 февруари 1968 г. в Асеновград. През 1986 г. завършва Математическата гимназия в Пловдив, а след това специалност „Физика на твърдото тяло“ във Физическия факултет на Софийския университет „Климент Охридски“ през 1991 г. Защитава докторантура през 1999 г. През 2005 година става доцент, доктор на науките през 2015 г. и професор през 2016 г. Автор е на 4 глави от книги, множество научни публикации и доклади от конференции. Ръководител е на 8 проекта. Получава наградата „Марин Дринов“ през 2000 г. за най-добър млад научен работник. Член е на Съюза на физиците в България и на редакционната колегия на списание Materials Science in Semiconductor Processing, както и рецензент на редица престижни списания. Тя е два пъти получател на Хумболтова стипендия и има няколко специализации в Германия и Словакия.
Омъжена е, има две деца.

## Научни интереси
Научноизследователската дейност на Паскалева е в областта на диелектриците с висока диелектрична константа и технологии за интегрирането им в различни микро- и наноелектронни приложения, като например динамични памети и микропроцесори за персонални компютри и мобилни устройства.